# Томитака, Хинако
Хинако Томита (род. 21 сентября 2000, Канагава) — японская фристайлистка, специализирующаяся в могуле, серебряный призёр чемпионата мира 2025 в могуле, участница зимних Олимпийских игр 2022.

## Биография
Томитака впервые выступила на этапе Кубка мира в декабре 2015 года в Руке, заняв шестое место в парном могуле. На чемпионате мира среди юниоров 2016 года в Оре она стала чемпионкой в парном могуле, а также заняла седьмое место в могуле.
В сезоне 2017/18 годов Хинако стала чемпионкой Японии по могулу и завоевала серебро в соревнованиях по могулу на чемпионате мира среди юниоров 2018 года в парном разряде. В 2021 году участвовала в чемпионате мира по фристайлу и сноуборду, где заняла пятое место в женском могуле.
В 2022 году приняла участие на зимних Олимпийских играх 2022 в Пекине в могуле. В квалификации Хинако заняла 18-е место, которое позволило пробиться в олимпийский финал, но там она стала только 19-й.
В 2025 году на чемпионате мира в Швейцарии в могуле стала серебряным призёром.